# افرو سلت سوند سیستم
افرو کلت سوند سیستم (به انگلیسی: Afro Celt Sound System) گروه موسیقی است که آثار خود را با تلفیقی از موسیقی ایرلندی و آفریقایی ارائه می‌دهد. در واقع آثار این گروه را می‌توان در زمره موسیقی بین‌الملل جای داد. موسیقی ای که سبک‌های مختلف از عصر نو گرفته تا الکترونیکی را شامل می‌شود. این گروه در سال ۱۹۹۲ توسط نامزد دریافت جایزه گرمی سیمون امرسون شکل گرفت. گروه قراردادی با Real World Records جهت ساخت پنج آلبوم به امضا رساند که آخرین آن آلبوم Anatomic می‌باشد که در سال ۲۰۰۵ به بازار عرضه شد. آلبوم‌های این گروه تا کنون پرفروش‌ترین آثار Real World Records می‌باشد. هچنین اجرای این گروه در فستیوال موسیقی  WOMAD  مورد استقبال بسیاری قرار گرفت. این گروه کارهای مشترک زیادی را با خوانندگان و نوازندگان مختلف اجرا کرده است که از آنها می‌توان به پیتر گابریل، روبرت پلانت، پتی لاکت اشاره کرد.

## آلبوم‌ها
۱. جلد ۱: جادوی صدا ۱۹۹۶
۲. جلد ۲: رهایی ۱۹۹۹
۳. جلد ۳: زمان بیشتر ۲۰۰۱
۴. بذر ۲۰۰۳
۵. غلاف ۲۰۰۴
۶. جلد ۵: کالبدی ۲۰۰۵
۷. تسخیر ۲۰۱۰

## سایر آثار
در سال ۲۰۰۴ این گروه ساخت موسیقی متن فیلم هتل رواندا را بر عهده داشت. علاوه بر آن آثار این گروه در فیلم‌های متعددی همچون تبهکاران نیویورک، استیگماتا و در دستان خدا استفاده شده است.